# Hermandad de Álava
La Hermandad de Álava fue la primera institución que sentó las bases del conjunto territorial que forma la actual provincia de Álava (País Vasco). Fue fundada en 1463. La hermandad pertenecía a la Corona de Castilla.

## Historia

### Génesis
La Hermandad de Álava se fundó el 4 de octubre de 1463 en Rivabellosa (Álava). En ella quedaron integradas las villas de Vitoria, Miranda de Ebro, Salvatierra, Pancorbo y Sajazarra; 26 hermandades locales y 2 juntas, la de San Millán y Arana.

### Ordenanzas
Las ordenanzas eran la legislación material que conformó la Hermandad, su cuerpo legislativo. Fueron redactadas en Rivabellosa en 1463 por Pedro Alonso de Valdivielso y 16 procuradores de las Hermandades que componían la mencionada provincia, por mandato de Enrique IV de Castilla, y confirmadas por Carlos I, conteniendo competencias gubernativas, legislativas, administrativas y judiciales para el castigo de los malhechores, el sostenimiento del orden público y la defensa de la justicia. Fueron reformadas en 1466 a petición del rey Enrique IV por Pedro Alonso de Valdivielso, Juan García de Santo Domingo, Fernando González de Toledo y Diego Gómez de Zamora, y defendidas en el órgano por Pedro Alonso de Valdivielso por un poder expedido en Miranda de Ebro por Fernando González de Toledo.
Dichas ordenanzas serían ratificadas por los Reyes Católicos en 1488.
En 1644, la Carta de Privilegio de Felipe IV otorgada a favor de la provincia de Álava, eximía y absolvía del costeo de la obra de un puente de Miranda de Ebro, quedando exenta tal y como estaban el Señorío de Vizcaya y la provincia de Guipúzcoa.
Felipe V en 1708 establece que las apelaciones y recursos de los Casos de Hermandad se remitieran al Rey o al Consejo Real, inhibiéndose de esta forma a la Real Chancillería de Valladolid.

### Integrantes originales (1463)
- Ciudad de Vitoria
- Villa de Salvatierra
- Villa de Miranda (hasta 1493)
- Villa de Pancorbo (hasta antes de 1481)
- Villa de Saja
- Hermandad de Villa Real
- Hermandad de Villalba
- Hermandad de Valderejo
- Hermandad de Valdegovia
- Hermandad de Lacusmont
- Hermandad de la Ribera (actuales Ribera Alta y Ribera Baja)
- Hermandad de Arenis
- Hermandad de Hueto
- Hermandad de Quartango
- Hermandad de Urcabustaiz
- Hermandad de Zuya
- Hermandad del Valle de Orduña
- Hermandad de Ayala
- Hermandad de Arciniega
- Hermandad de Cigoytia
- Hermandad de Badayoz
- Hermandad de Arazua
- Hermandad de Ubarrundia
- Hermandad de la Jurisdicción de los Escuderos de Vitoria
- Hermandad de Gamboa
- Hermandad de Barrundia
- Hermandad de Eguillaz y Junta de San Millán
- Junta de Araya
- Hermandad de Arana
- Hermandad de Arraya con la Minoría
- Hermandad de Iruraiz
- Hermandad de las Losas de Suso

### Posteriores adhesiones
- Hermandad de Aramayona (incorporada de 1489)
- Hermandad de Llodio (incorporada de 1491)